# (2883) Barabashov
(2883) Barabashov (1978 RG6) – planetoida z grupy pasa głównego asteroid okrążająca Słońce w ciągu 3,37 lat w średniej odległości 2,25 j.a. Odkryta 13 września 1978 roku.